# Mill Bay (Kejimkujik Lake)
Mill Bay – zatoka (ang. bay) jeziora Kejimkujik Lake w kanadyjskiej prowincji Nowa Szkocja, w hrabstwie Queens; nazwa urzędowo zatwierdzona 17 grudnia 1931.